# Musikåret 2025

## Händelser
- 4 februari – Låten "I Love It" med svenska popgruppen Icona Pop når en miljard streams på Spotify.[1]
- 14 februari – Det amerikanska sketchprogrammet Saturday Night Live firar 50 års jubileum med en 3 timmar lång direktsänd konsert med flera av artisterna som uppträtt genom åren däribland ett återförenat Nirvana med Post Malone på sång, Robyn & David Byrne, Miley Cyrus, Cher, Jack White, Lauryn Hill och Backstreet Boys med flera.[2]
- 25 februari – Pojkgruppen Hov1 meddelar att de lägger ner gruppen.[3]
- 1 mars – Yung Lean uppträder på Avicii Arena i Stockholm.[4]
- 8 mars – Låten Bara bada bastu framförd av Kaj vinner Melodifestivalen.[5]
- 21–27 mars – Kent uppträder på 3Arena i Stockholm.[6]
- 27 mars – En stor del av Sveriges artistelit medverkar i ett upprop och kritiserar regeringens (Tidöpartierna) nedskärningar i statsbidraget till Studieförbunden då flera replokaler i landet riskerar att stänga.[7]
- 3–4 april – Sabrina Carpenter uppträder på Avicii Arena i Stockholm.[8]
- 4 april – Personen bakom masken till Fröken Snusk bytts ut av producenten Rasmus Gozzi vilket resulterar i flera avbokade konserter.[9][10]
- 14 april – Katy Perry blir den första popstjärnan i rymden genom företagen Blue Origin.[11] Tillbaka på jorden igen kysser hon marken i en symbolisk kärleksförklaring till jorden, vilket blir starkt kritiserat då resan kostat mycket av planetens resurser.[12]
- 23–24 april – Billie Eilish uppträder på Avicii Arena i Stockholm.[13]
- 14 maj – Flera artister, däribland Benny Andersson, First Aid Kit och Silvana Imam kritiserar SVT efter att de lagt ner det hyllade programmet PSL.[14]
- 15 maj – Den svenska rapparen Ant Wan meddelar att han avslutar sin musikkarriär.[15]
- 17 maj – Låten Wasted Love framförd av JJ vinner Eurovision Song Contest i Basel.[16]
- 20 maj – Donald Trump anklagar sin före detta presidentmotståndare Kamala Harris för valfusk då flera kända artister som Bruce Springsteen och Beyoncé uppträtt för produktionskostnad under hennes kampanj. Trump påstod trots att motsatsen bevisats, att Harris betalat miljontals dollar.[17]
- 30 maj – En spelning med Yasin ställs in på festivalen Brännbollsyran efter att två personer gripits misstänkta för att utföra ett morduppdrag på artisten.[18]
- 6–7 och 13 juni – Håkan Hellström uppträder på Ullevi i Göteborg och sätter två publikrekord med 73 162 personer under första kvällen. Andra kvällen slår han det igen med 73 781 personer.[19]
- 11 juni – Sabrina Carpenter annonserar kommande album Man's Best Friend med att avslöja ett albumomslag som blir starkt kritiserat för sexism.[20]
- 12–13 juni – Iron Maiden uppträder på 3Arena i Stockholm.[21]
- 29 juni – Pitbull uppträder på Avicii Arena i Stockholm och tusentals i publiken klär ut sig till artisten.[22]
- 4 juli – Oasis uppträder på Principality stadium i Cardiff, England vilket sparkar igång deras återföreningsturné efter 16 års tystnad.[23]
- 5 juli – Black Sabbath uppträder på Villa Park i Birmingham, England. En spelning som annonserats som den sista både för bandet och frontmannen Ozzy Osbourne som under de senaste 5 åren drabbats av flera hälsoproblem. Osbourne dör knappt två veckor senare.[24]
- 17 juli – Björn Skifs meddelar att han avslutar karriären på grund av frontallobsdemens.[25]
- 28 juli & 1 augusti – AC/DC uppträder på Ullevi i Göteborg.[26]
- 7 augusti – Den irländska rapgruppen Kneecap uppträder på Way Out West i Göteborg vilket drog på sig kontroverser då de har starka åsikter om kriget i Gaza. Borgerliga lokalpolitiker som försökt få spelningen inställd anklagas för moralpanik.[27][28]
- 18 oktober – Bob Dylan uppträder på Avicii Arena i Stockholm.[29]

## Priser och utmärkelser
- 13 januari: Guldbaggen (Bästa originalmusik) – Lisa Montan[30]
- 22 januari: P3 Guldgalan[31]
- 27 januari: Fred Åkerström-stipendiet – Stefan Sundström[32]
- 10 februari: Platinagitarren – Yung Lean[33]
- 13 mars: Manifestgalan[34]
- 27 mars: Grammisgalan[35]
- 10 maj: Hassepriset – Thomas Öberg[36]
- 27 maj: Ulla Billquist-stipendiet – Amanda Bergman[37]
- 27 maj: Polarpriset – Herbie Hancock, Queen och Barbara Hannigan[38]
- 6 juni: Litteris et Artibus – Jan Lundgren och Arja Saijonmaa[39]
- 17 juni: Regeringens musikexportpris – Ilya Salmanzadeh och Björn Skifs[40]
- 14 juli: Guldklaven[41]
- 12 augusti: Cornelis Vreeswijk-stipendiet – John Holm[42]

## Årets album
Vänligen sortera soloartister på efternamn, musikgrupper på förstabokstaven (utan engelskans "The" och "A")

### A–G
- Daniel Adams-Ray – Pandemi, Palestina & Heartache[43]
- Arcade Fire – Pink Elephant[44]
- Justin Bieber – Swag[45]
- Bonnie 'Prince' Billy – The Purple Bird[46]
- Bon Iver – SABLE, fABLE[47]
- Broncho – Natural Pleasure[48]
- Miriam Bryant – Okej att dö[46]
- Alice Cooper – The Revenge of Alice Cooper[49]
- Miley Cyrus – Something Beautiful[50]
- Eva Dahlgren – Alphabet City Songs (Lost And Found Album)[51]
- Henric de la Cour – My Bones, Your Ashes[46]
- Nicolai Dunger – Rooto the Fruit[52]
- Franz Ferdinand – The Human Fear[53]

### H–R
- Haim – I Quit[54]
- The Hellacopters – Overdriver[55]
- The Horrors – Night Life[56]
- Hurula – Existens[57]
- Silvana Imam – Tro[46]
- Japanese Breakfast – For Melancholy Brunettes (& Sad Women)[58]
- Jelly Crystal – Delicious Delusional[59]
- Jonathan Johansson – Vita skelett & vita pärlor[60]
- Sarah Klang – Beautiful Woman[55]
- Markus Krunegård – Bastard[61]
- Lady Gaga – Mayhem[62]
- Laleh – Jag är[63]
- Lisa Nilsson – Uteblivna vi[64]
- Little Simz – Lotus[65]
- Lorde – Virgin[66]
- Nära Döden – Villkorslöst[67]
- Perfume Genius – Glory[47]
- Pulp - More[68]
- Addison Rae – Addison[69]
- Daniela Rathana – Where Strippers Go To Die[47]
- Jonathan Richman – Only Frozen Sky Anyway[70]
- Råå – Vandrar i ett regn med Milles[71]

### S–Ö
- Molly Sandén – Strawberry Blonde[72]
- Will Smith – Based On A True Story[73]
- Sparks – Mad![74]
- Ringo Starr – Look Up[75]
- Svart Ridå – APONIA[67]
- Anna Ternheim – Psalmer från sjunde himlen[76]
- Timbuktu – Har berg har vatten[77]
- Tomma Intet – Hisingen Taxi Driver[78]
- Tyler, the Creator – Don't Tap The Glass[79]
- Magnus Uggla – Innan kronan blir för tung[80]
- Van Morrison – Remembering Now[81]
- Viagra Boys – Viagr Aboys[82]
- Weeping Willows – Goodwill[83]
- Kanye West – Bully[84]
- Wet Leg – Moisturizer[85]
- Neil Young – Talkin' To The Trees[86]
- Youth Lagoon – Rarely Do I Dream[87]
- Yung Lean – Jonatan[88]

## Årets singlar och hitlåtar
- Addison Rae – Headphones On[69]
- Crazy Music Channel – Chicken Banana[89]
- Dasha – Not At This Party
- Kaj – Bara bada bastu[90]
- Lady Gaga – Abracadabra[91]
- Lorde – What Was That
- Meira Omar – Hush Hush[91]
- Sabrina Carpenter – Manchild[92]
- Simon Superti – Bullerbyn är död[91]
- Tjuvjakt & Fanny Avonne – Tusen spänn[93]
- Veronica Maggio – Inte bra i grupp[94]
- Zara Larsson – Midnight Sun[95]

## Avlidna

### Januari
- 1 januari – Wayne Osmond, 73, amerikansk sångare i The Osmonds.[96]
- 3 januari – Brenton Wood, 83, amerikansk artist.[97]
- 5 januari – Fredrik Lindgren, 53, svensk gitarrist i Unleashed.[98]
- 7 januari – Peter Yarrow, 86, amerikansk sångare i Peter, Paul and Mary.[99]
- 7 januari – Ragne Wahlquist, 69, svensk sångare och gitarrist i Heavy Load.[100]
- 10 januari – Sam Moore, 89, amerikansk sångare och låtskrivare i Sam and Dave.[101]
- 15 januari – Linda Nolan, 65, irländsk skådespelare, programledare och sångare i The Nolans.[102]
- 15 januari – David Lynch, 78, amerikansk regissör, manusförfattare och musiker.[103]
- 18 januari – Claire van Kampen, 71, brittisk teater- regissör, kompositör och manusförfattare.[104]
- 20 januari – John Sykes, 65, brittisk gitarrist i Whitesnake & Thin Lizzy.[105]
- 21 januari – Garth Hudson, 87, kanadensisk multiinstrumentalist i The Band.[106]
- 29 januari – Leif Aare, 91, svensk musikkritiker och pianist.[107]
- 30 januari – Leif "Loket" Olsson, 82, svensk programledare och sångare.[108]
- 30 januari – Marianne Faithfull, 78, brittisk sångare och skådespelare.[109]

### Februari
- 2 februari – Barbie Hsu, 48, taiwansk skådespelare och sångare.[110]
- 5 februari – Irv Gotti, 54, amerikansk musikproducent och skivbolagsboss på Murder Inc. Records.[111]
- 17 februari – Nannie Porres, 85, svensk jazzsångerska.[112]
- 17 februari – Rick Buckler, 69, brittisk trumslagare i The Jam.[113]
- 20 februari – Jerry Butler, 85, amerikansk sångare och låtskrivare i The Impressions.[114]
- 20 februari – Ilkka Kuusisto, 91, finländsk kompositör, dirigent, körledare och organist.[115]
- 22 februari – Bill Fay, 81, brittisk låtskrivare och sångare. [116]
- 24 februari – Roberta Flack, 88, amerikansk låtskrivare och sångare.[117]
- 28 februari – David Johansen, 75, amerikansk sångare och låtskrivare i New York Dolls och Buster Poindexter.[118]

### Mars
- 1 mars – Angie Stone, 63, amerikansk sångare och rappare.[119]
- 1 mars – Leif Kronlund, 93, svensk orkesterledare.[120]
- 4 mars – Roy Ayers, 84, amerikansk jazzsångare, vibrafonist, keyboardist och producent.[121]
- 6 mars – Brian James, 70, brittisk gitarrist och låtskrivare i The Damned och The Lords of the New Church.[122]
- 7 mars – D'Wayne Wiggins, 64, amerikansk sångare och gitarrist i Tony! Toni! Toné![123]
- 13 mars – Sofija Gubajdulina, 93, rysk kompositör.[124]
- 16 mars – Jesse Colin Young, 83, amerikansk sångare och låtskrivare i The Youngbloods.[125]
- 21 mars – Larry Tamblyn, 82, amerikansk sångare och keyboardist i The Standells.[126]
- 23 mars – Målle Lindberg, 95, svensk predikant och frikyrkomusiker.[127]
- 25 mars – Tapani Kansa, 76, finländsk sångare.[128]
- 28 mars – Young Scooter, 39, amerikansk rappare.[129]
- 29 mars – Richard Chamberlain, 90, amerikansk skådespelare och sångare.[130]

### April
- 1 april – Johnny Tillotson, 86, amerikansk sångare och låtskrivare.[131]
- 4 april – Amadou Bagayoko, 70, malisk sångare och gittarist i Amadou & Mariam.[132]
- 6 april – Clem Burke, 70, amerikansk trumslagare i Blondie.[133]
- 8 april – Rubby Pérez, 69, dominikansk merenguesångare.[134]
- 10 april – Sami Rahim, 74, svensk långdistanslöpare och konsertarrangör.[135]
- 10 april – Niklas Eklund, 56, svensk trumpetare.[136]
- 11 april – Max Romeo, 80, jamaicansk artist.[137]
- 12 april – Roy Thomas Baker, 78, brittisk musikproducent.[138]
- 18 april – Clodagh Rodgers, 78, nordirländsk sångerska.[139]
- 23 april – David Thomas, 71, amerikansk sångare och låtskrivare i Pere Ubu.[140]
- 28 april – Mike Peters, 66, walesisk sångare och låtskrivare i The Alarm.[141]

### Maj
- 3 maj – Kenny Lexén, 67, svensk sångare och dragshowartist i After Dark.[142]
- 4 maj – Lucas Lindholm, 82, svensk jazzbasist och musiklärare.[143]
- 9 maj – Johnny Rodriguez, 73, amerikansk sångare.[144]
- 17 maj – Werenoi, 31, fransk rappare.[145]
- 20 maj – Michael B. Tretow, 80, svensk ljudtekniker och musiker.[146]
- 22 maj – Daniel Williams, 39, amerikansk trumslagare i The Devil Wears Prada.[147]
- 22 maj – Dave Shapiro, 42, amerikansk musikagent.[147]
- 25 maj – Michael Sumler, 71, amerikansk koreograf och stylist medlem i Kool and the Gang.[148]
- 25 maj – Foday Musa Suso, 75, gambiansk koraspelare.[149]
- 26 maj – Rick Derringer, 77, amerikansk gittarist, låtskrivare och sångare i The McCoys.[150]
- 28 maj – Per Nørgård, 92, dansk kompositör.[151]
- 29 maj – Alf Clausen, 84, amerikansk TV-kompositör (The Simpsons m.m.).[152]

### Juni

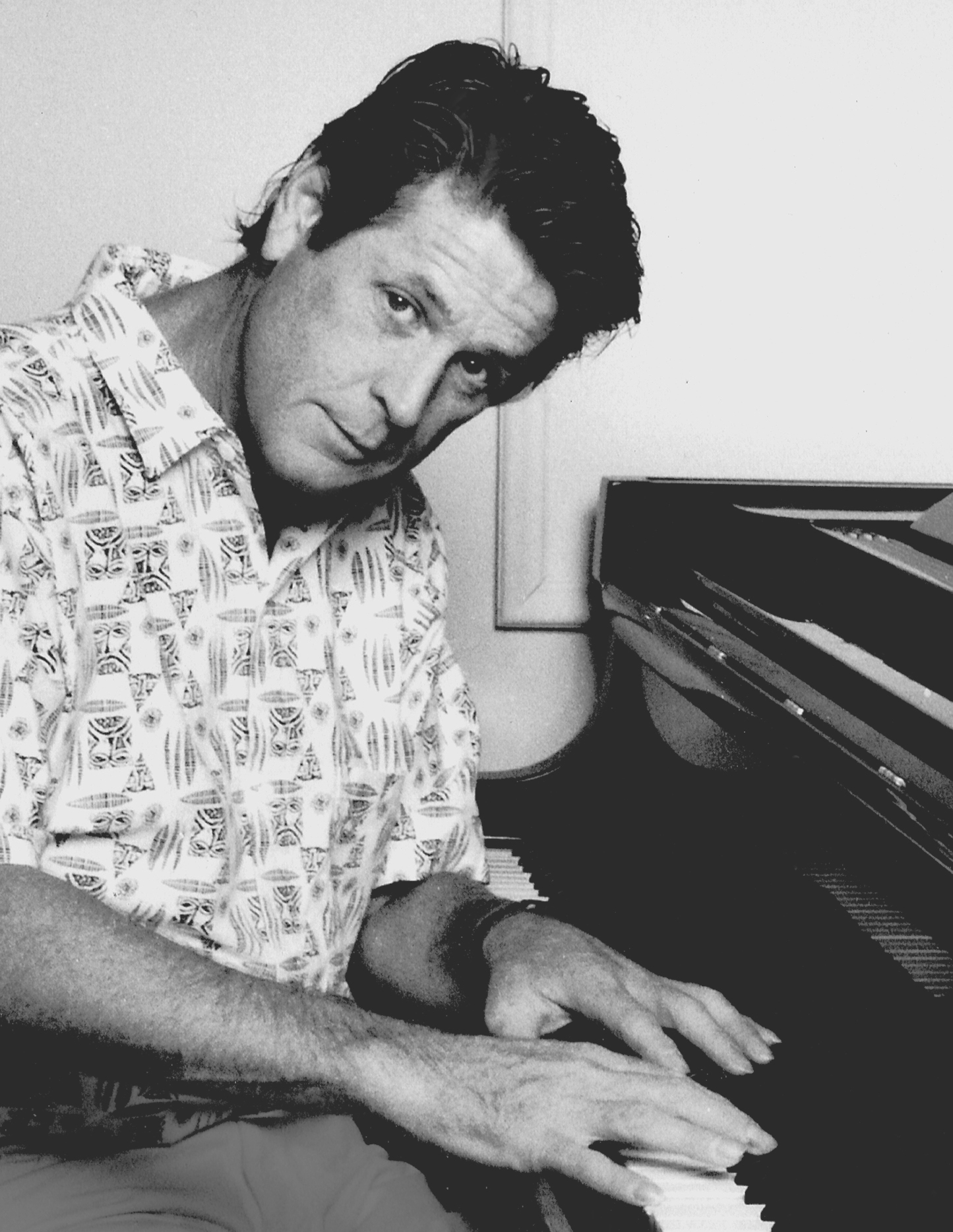
Brian Wilson, från The Beach Boys avled 11 juni.

- Brian Wilson, från The Beach Boys avled 11 juni.1 juni – Monica Nielsen, 87, svensk skådespelare och sångare.[153]
- 1 juni – Jonathan Joss, 59, amerikansk skådespelare och musiker.[154]
- 2 juni – Birgit Carlstén, 75, svensk skådespelare och sångare.[155]
- 3 juni – Ole-Fredrik Jonsbråten, 51, norsk musikmanager åt exempelvis Lene Nystrøm.[156]
- 9 juni – Sly Stone, 82, amerikansk sångare, låtskrivare och multinstrumentalist i Sly and the Family Stone.[157]
- 11 juni – Brian Wilson, 82, amerikansk sångare, låtskrivare och musiker i The Beach Boys.[158]
- 11 juni – Douglas McCarthy, 58, brittisk sångare och låtskrivare i Nitzer Ebb.[159]
- 15 juni – Sven-Åke Johansson, 82, svensk slagverkare, trumslagare och kompositör.[160]
- 17 juni – Alfred Brendel, 94, österrikisk pianist.[161]
- 19 juni – Geirr Lystrup, 76, norsk vissångare och kompositör.[162]
- 20 juni – Patrick Walden, 46, brittisk gitarrist i Babyshambles.[163]
- 23 juni – Mick Ralphs, 81, brittisk gitarrist och låtskrivare i Mott the Hoople och Bad Company.[164]
- 26 juni – Lalo Schifrin, 93, argentinsk-amerikansk film och TV-kompositör.[165]

### Juli

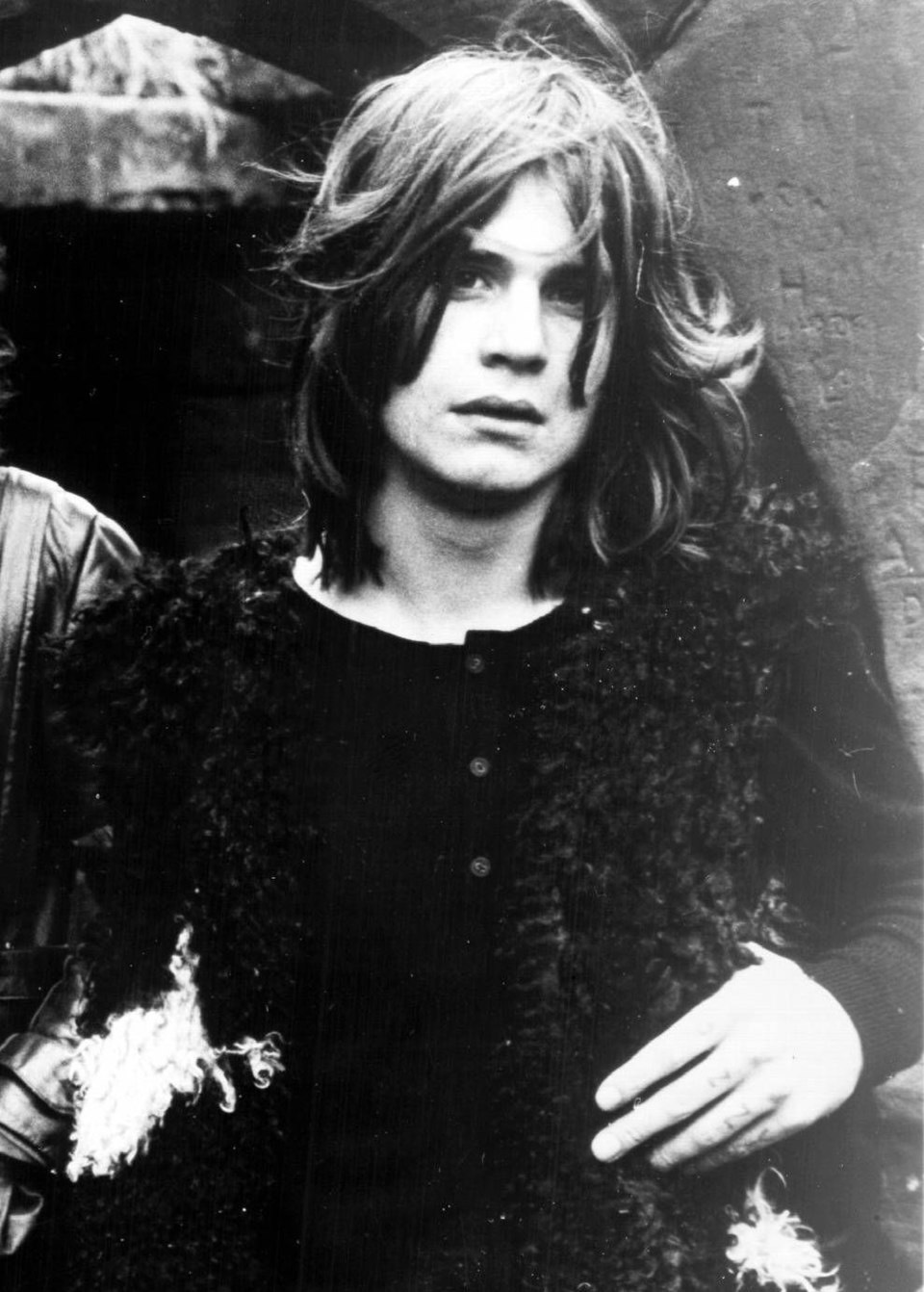
Ozzy Osbourne, sångare i Black Sabbath avled 22 juli.

- Ozzy Osbourne, sångare i Black Sabbath avled 22 juli.4 juli – Mark Snow, 78, amerikansk film och TV-kompositör.[166]
- 11 juli – David Kaff, 79, brittisk keyboardist i Spinal Tap.[167]
- 13 juli – Bo "Bosse" Stenhammar, 86, svensk entreprenör inom musik- och konsertbranschen.[168]
- 16 juli – Eero Raittinen, 80, finländsk sångare i The Boys.[169]
- 16 juli – Connie Francis, 87, amerikansk sångare.[170]
- 17 juli – Alan Bergman, 99, amerikansk låtskrivare och kompositör.[171]
- 20 juli – Malcolm-Jamal Warner, 54, amerikansk jazzpoet, basist och skådespelare.[172]
- 22 juli – Ozzy Osbourne, 76, brittisk sångare och låtskrivare i Black Sabbath.[173]
- 24 juli – Cleo Laine, 97, brittisk jazzsångare.[174]
- 26 juli – Ziad Rahbani, 69, libanesisk pianist och kompositör.[175]
- 26 juli – Tom Lehrer, 97, amerikansk sångare och låtskrivare.[176]
- 29 juli – Paul Mario Day, 69, brittisk sångare i Iron Maiden (1975-1976) och More.[177]
- 31 juli – Flaco Jiménez, 86, amerikansk sångare, låtskrivare och dragspelare.[178]

### Augusti
- 1 augusti – David Roach, 59, amerikansk sångare i Junkyard.[179]
- 1 augusti – Jeannie Seely, 85, amerikansk sångare.[180]
- 5 augusti – Ulf Neidemar, 85, svensk sångare och låtskrivare.[181]
- 6 augusti – Eddie Palmieri, 88, amerikansk jazzpianist, kompositör och bandledare.[182]
- 7 augusti – Ingvar Albihn, 56, svensk musiker och körledare.[183]
- 10 augusti – Graham Fenton, 76, brittisk sångare i Matchbox.[184]
- 10 augusti – Bobby Whitlock, 77, amerikansk sångare, låtskrivare och keyboardist i Derek and the Dominos.[185]
- 11 augusti – Sheila Jordan, 96, amerikansk jazzsångare.[186]